# Île Uié
L’île Uié est une îlot de Nouvelle-Calédonie appartenant administrativement à Mont-Dore.